# Virga (vlinder)
Virga is een geslacht van vlinders van de familie dikkopjes (Hesperiidae), uit de onderfamilie Hesperiinae.

## Soorten
- V. austrinus (Hayward, 1934)
- V. clenchi (Miller, 1970)
- V. eliasi Mielke, 1969
- V. hygrophila Mielke, 1969
- V. paraiba Nicolay, 1973
- V. phola Evans, 1955
- V. riparia Mielke, 1969
- V. virginius (Möschler, 1882)
- V. xantho (Schaus, 1913)